# Родріго Барето де Олівейра
Родріго Барето де Олівейра (порт. Rodrigo Barreto de Oliveira, також відомий під ніком «Bamboo») — творець мови програмування boo і Bamboo.Prevalence — .NET-версії Prevayler.

## Кар'єра
- З 1998 по 2002 року працював розробником ПЗ в Vesta Technologies.
- З жовтня 2004 року по вересень 2009 — консультантом в db4objects, Inc.
- З вересня 2009 року працює програмістом в Unity Technologies[2].